# Tralee
Tralee (Trá Lí en gaèlic irlandès) és una ciutat de la República d'Irlanda, capital del comtat de Kerry. Es troba a uns 90 kilòmetres al nord de Cork. Pren el seu nom del riu Lee, que desemboca en la badia de Tralee.

## Curiositats
La ciutat té nombrosos monuments que constitueixen el testimoni dels seus més de vuit segles d'història, com el Kerry The Kingdom Museum, església de Saint John, el Town Park i el Siamsa Tíre Theatre on es realitzen importants espectacles de folklore irlandès. A la fi d'agost, se celebra a la ciutat el Rose of Tralee Festival, que és un dels més importants d'Irlanda i en el que hi participen noies de les comunitats irlandeses d'arreu el món.
La ciutat és la porta d'entrada a la península de Dingle (Corca Dhuibhne), on es van rodar els exteriors del film de David Lean La filla de Ryan.

## Personatges il·lustres
- Roger Casement (1864-1916) hi va ser capturat en 1916 al fort de McKenna.
- Thomas Ashe, dirigent de l'IRA mort en vaga de fam el 1917.
- Dick Spring, polític irlandès i tánaiste (cap de govern)

## Agermanaments
- Westlake (Ohio)

## Galeria d'imatges

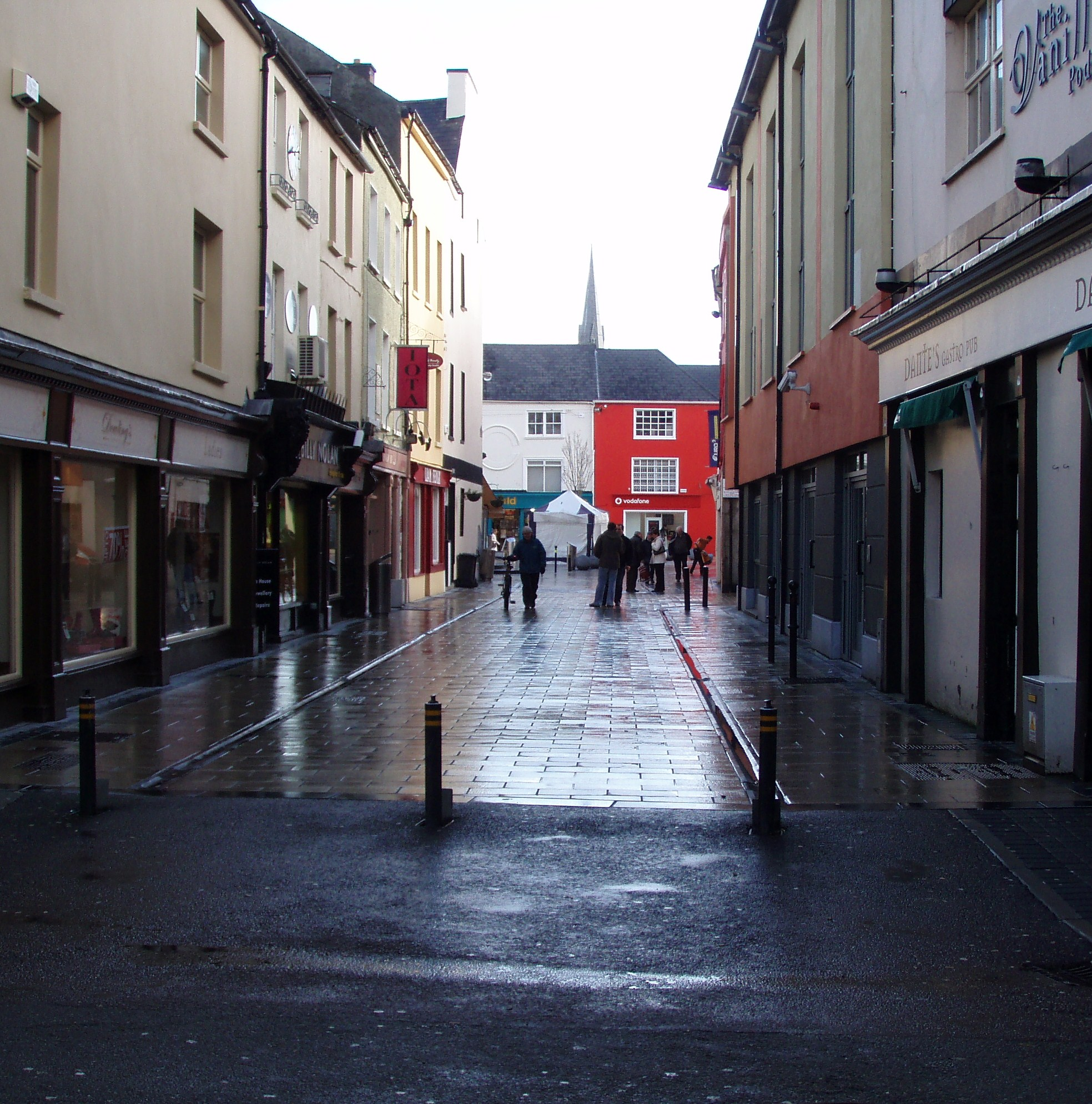
Dominick Street, Tralee
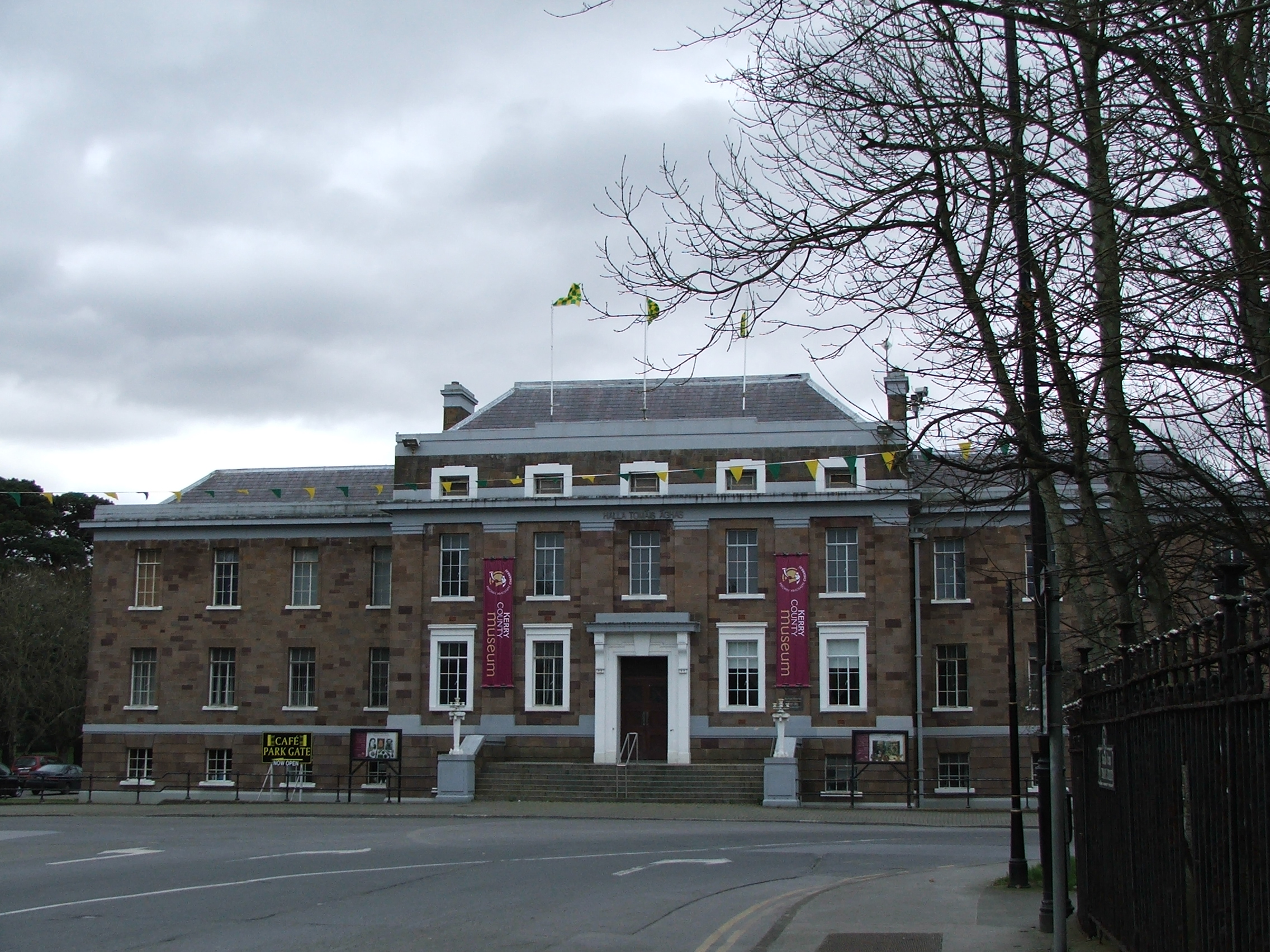
Ashe Memorial Hall
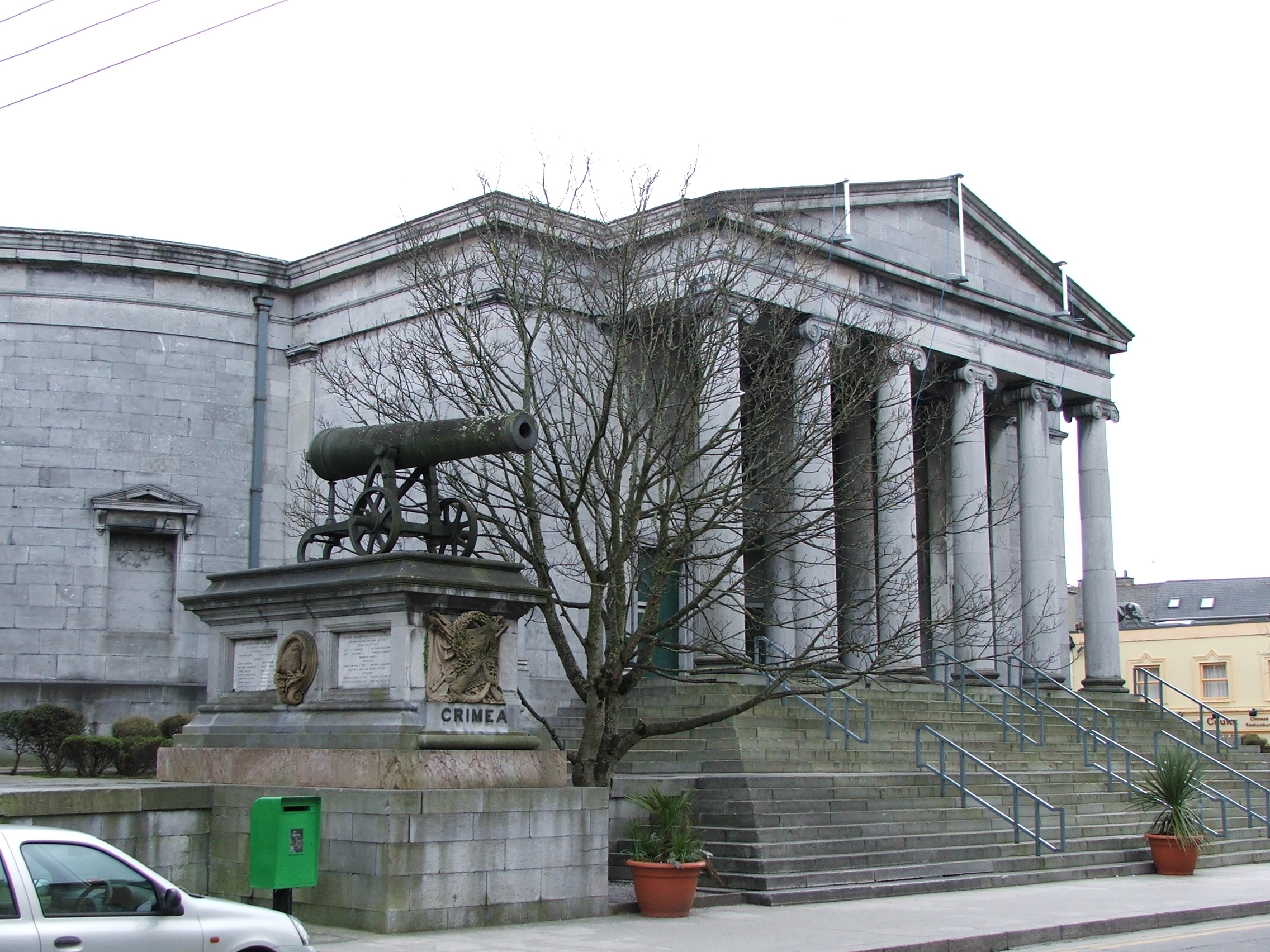
Jujats de Tralee
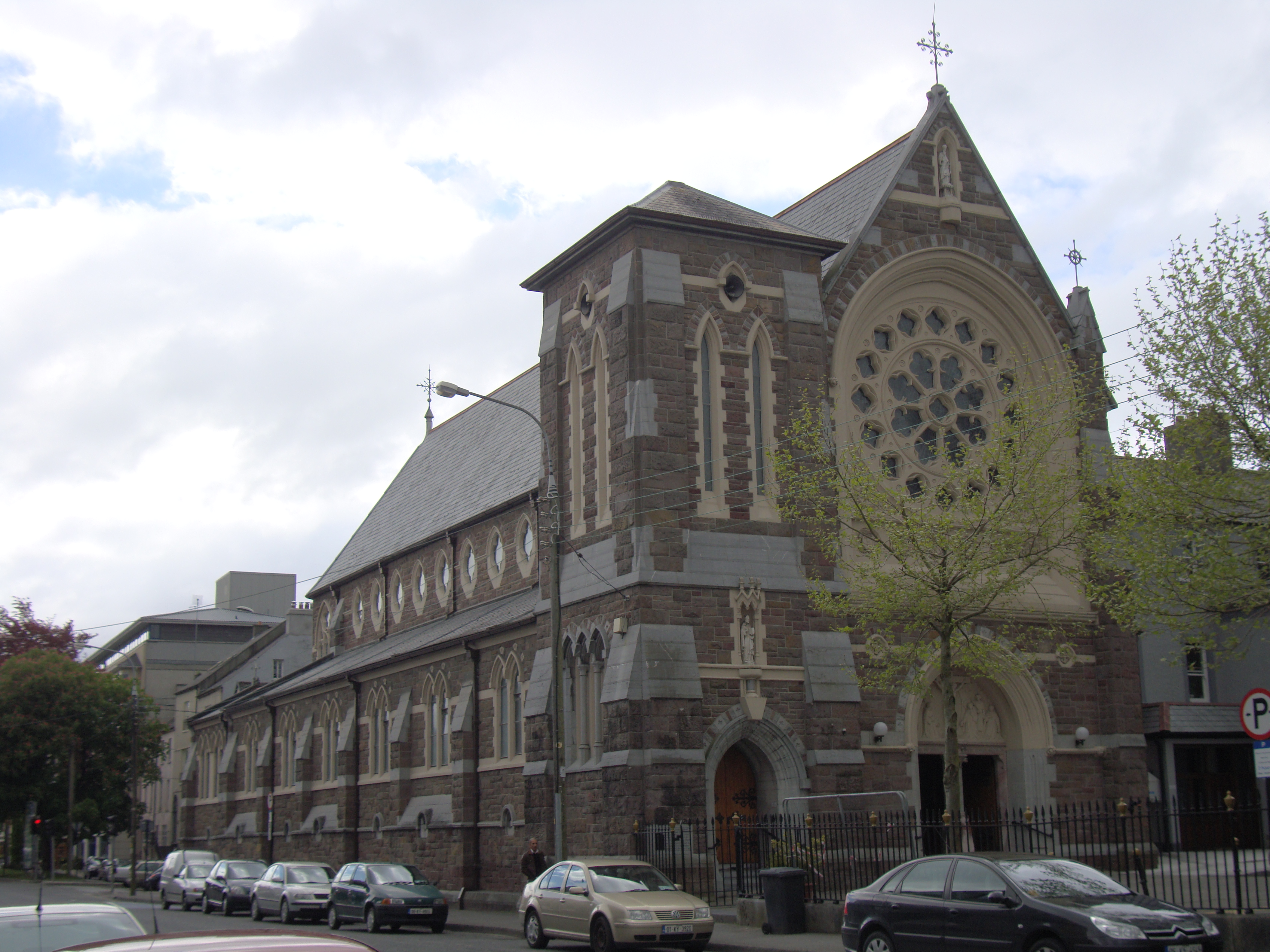
Església Dominica de la Santa Creu